# جامعة أستون
جامعة أستون (بالإنجليزية: Aston University)‏ هي جامعة إنجليزية عريقة تقع في وسط مدينة برمنغهام في بريطانيا، وهي من الجامعات القوية والمنافسة في مجال الأعمال والعلوم. تأسست الجامعة عام 1875م وحصلت على الميثاق الملكي من الملكة إليزابيث الثانية عام 1966م. وهي تشتهر بجودة تدريسها المصنفة من ضمن الأفضل عالمياً وروابطها الوثيقة مع قطاع الصناعة والحكومة والتجارة.
إن الجامعة المصنفة بالمركز الـ 17 من بين 115 جامعة بريطانية (دليل الجامعات الكامل لعام 2011) هي مكرسة للتعليم الممتاز من خلال برامج مبتكرة. وكليات الدراسة الرئيسية الخمسة هم كلية أستون للتجارة؛ وكلية الهندسة والعلوم التطبيقية؛ وكلية اللغات والعلوم الاجتماعية؛ وكلية علوم الحياة والصحة؛ والدراسات المتعددة التخصصات ( للدراسات الجامعية).
كلية أستون لإدارة الأعمال (Aston Business School) هي أكبر وأكثر كليات إدارة الأعمال رسوخاً في المملكة المتحدة وأوروبا حيث إنها من بين أفضل 1% من الجامعات في العالم في تخصصات إدارة الأعمال، ودائماً ما تصنف من أفضل الجامعات للإدارة الأعمال في جداول التصنيف بالمملكة المتحدة والعالم. الكلية مصنفة من قبل الفايننشال تايمز (Financial Times) كأفضل خامس جامعة لإدارة الأعمال في المملكة المتحدة والخامسة والثلاثون على المستوى العالمي.

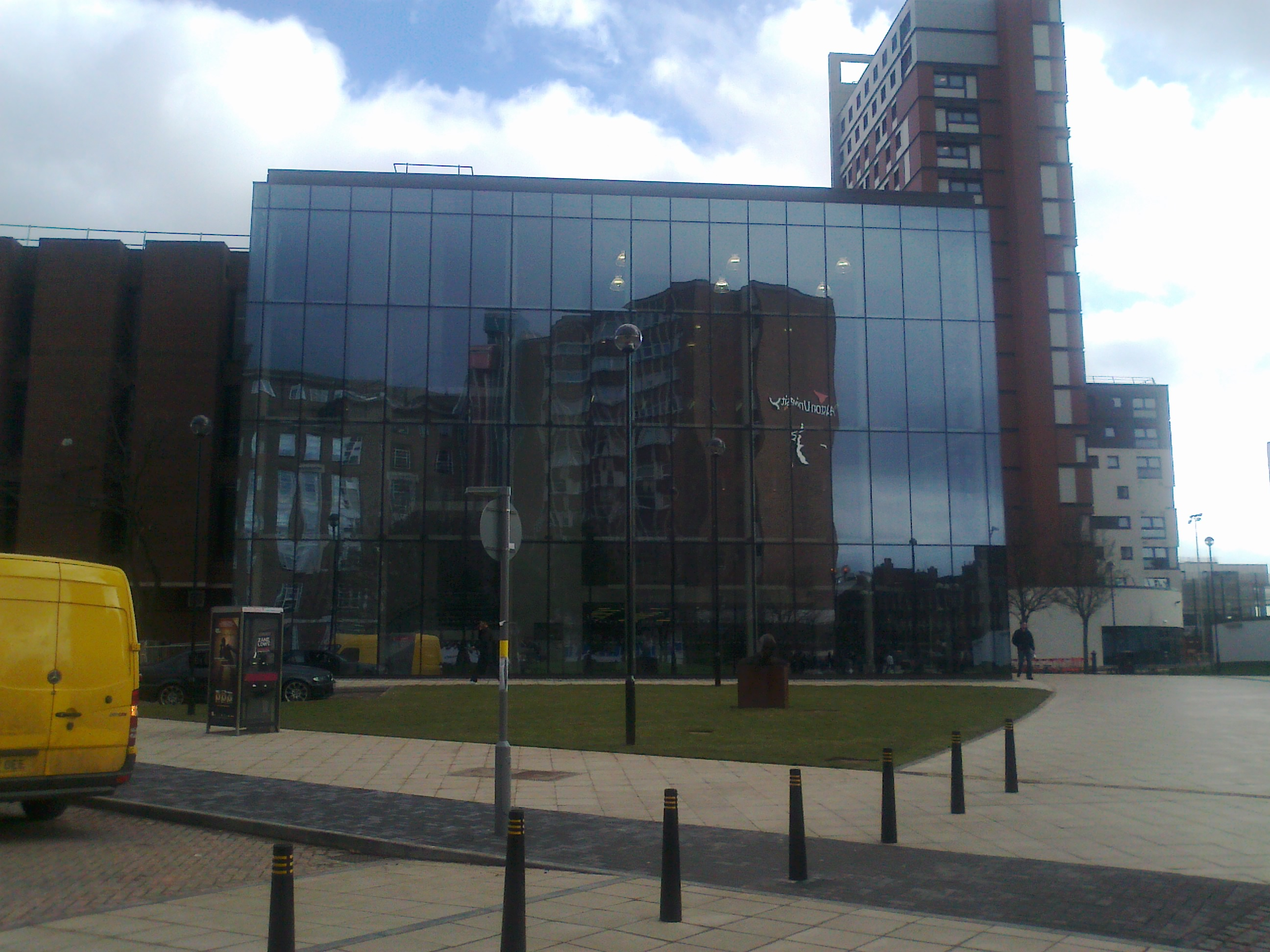
مبنى المكتبة

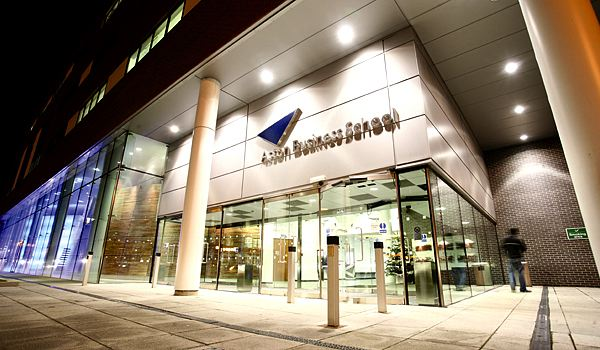
مدرسة أستون للأعمال (Aston Business School) تعد من أفضل 1% في العالم من الجامعات في تخصصات إدارة الأعمال

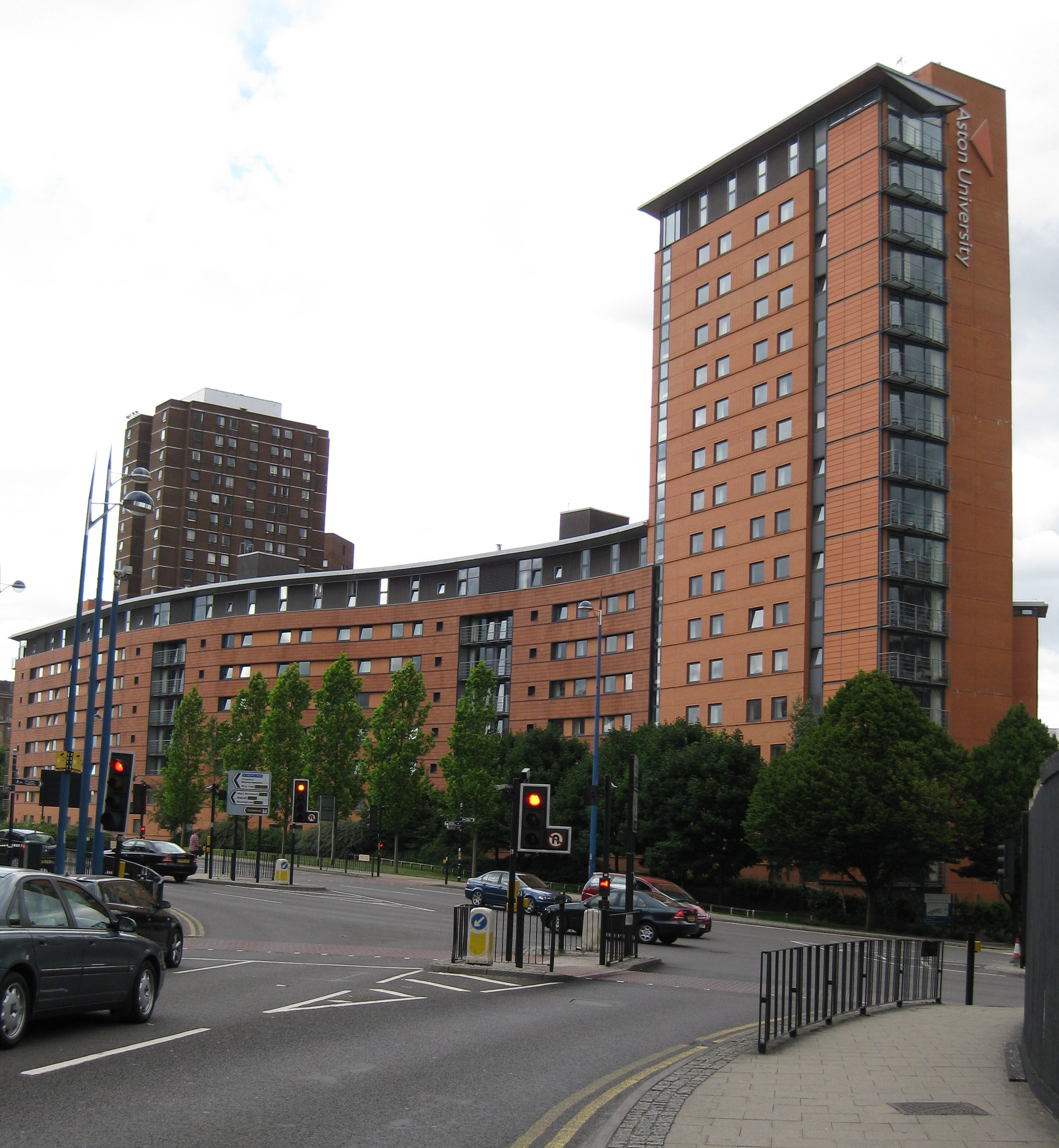
أحد مباني سكن الطلاب

إن سمعة أستون بالبحوث المبتكرة والرائدة شهيرة جداً. فقد أحدثت الفارق في حياة الناس من خلال الإسهام في تطوير المؤسسات والمجتمع. فدرجات البحوث بها قد ساعدت الطلاب على متابعة حياة مهنية في المجال الأكاديمي وكذلك فتحت الأبواب للقطاعات العامة والصناعية.وقد تم التصديق على الجودة العالية وعمق بحوث الجامعة من قبل تقييم الأبحاث (RAE) لعام 2008. فقد تم تصنيف مجالات البحوث بجامعة أستون بين أفضل 12 في المملكة المتحدة من حيث جودة البحوث وقامت نتائجها بتعزيز سمعة الجامعة كأحد أهم الجامعات للبحوث على المستوى العالمي.